# Alina Berežna
Alina Berežna, in precedenza Alina Stadnyk e nata Alina V'jačeslavivna Machynja (in ucraino Аліна В'ячеславівна Стадник-Махиня?; Čita, 3 gennaio 1991), è una lottatrice ucraina, specializzata nella lotta libera e nella lotta sulla spiaggia.

## Palmarès
- Mondiali

Budapest 2013: argento nella lotta libera 67 kg.
Nur-Sultan 2019: argento nella lotta libera 72 kg.
- Europei

Dortmund 2011: argento nella lotta libera 67 kg.
Tbilisi 2013: oro nella lotta libera 67 kg.
Vantaa 2014: bronzo nella lotta libera 69 kg.
Riga 2016: bronzo nella lotta libera 69 kg.
Bucarest 2019: oro nella lotta libera 72 kg.
Roma 2020: bronzo nella lotta libera 72 kg.
- Giochi europei

Baku 2015: oro nella lotta libera 69 kg.
- Universiadi

Kazan' 2013: bronzo nella lotta libera 67 kg.
- Giochi mondiali sulla spiaggia

Doha 2019: argento nella lotta sulla spiaggia 70 kg.